# 菱沼康介
菱沼 康介（ひしぬま こうすけ、英: Kousuke Hishinuma、1974年3月13日 - ）は、日本の映画監督、映画家、脚本家、演出家、企画師、演技コーチ、俳優。もんどり.Co 所属。

## 来歴
- 東京都台東区浅草出身。
- 東京都立紅葉川高等学校、東京工芸大学、日本映画学校（現・日本映画大学） 各卒業。
- 1997年、脚本家の三村渉に師事し、企画業・脚本家業を開始。
- 1999年、助監督業を開始。松竹、東映、東宝の映画、NHK、民放、WOWOW、スカパーなどの映画やTV番組、CM、MVなどに携わる。
- 2001年、自主映画製作を本格的に開始。職業演出家として、田辺マモル 『ソックス』のMVとCMでデビュー。
- 2002年、映画『つづく』のPFFグランプリ受賞以後、職業映画監督としての活動を開始。この頃から映画家を名乗り、多様な形で映画制作に関わる。以来、企画・プロデューサー・舞台演出などと並行しMVや短編映画を手がけるようになる。
- 2009年、エイベックス製作の長編映画『はじめての家出』で職業映画監督として本格デビュー[注釈 1]し、国内5つの映画祭で上映、1冠を獲得するなど高評価を得る。以後NHKの番組のディレクターや舞台の演出なども務めるようになる。
- 2011年、ゾンビ映画『ライフ・イズ・デッド』を企画から立ち上げ、監督（兼脚本）し、公開。公開後一週間で劇場最大スクリーンへ移行、二度上映が延長され、スマッシュヒットを記録した。
- 2014年から、初の連作映画【犯罪×少女】シリーズ三作で監督と脚本を務める。このシリーズは英語圏のAmazonプライムにて、第2作『恐喝少女』（国際題『BLACKMAIL GIRL』）と第3作『強盗少女』（国際題『ROBBERY GIRL』）が配信されている。北米販売は『くノ一忍法帖 影ノ月』（国際題『Lady Ninja: Reflections of Darkness』）と合わせて三本になる。
- 2018年からは、商業と自主製作（監督・脚本・製作）の両輪で活動。 自主製作映画は多数の映画祭（国内40以上、海外71=加9・米8・伊6・仏6・印5・西4・葡3・英3・波3・蘭2・豪2・韓2・伯2・独2・瑞西2・羅・中香・不・唖・捷・阿・馬来・瑞典・哥・馬爾太・希・越・土耳古・白耳義】の29ヵ国）に選出され、高評価を得ている。
- 商業と自主映画の監督作、脚本作、企画作は、100を超える映画祭・映画賞で選出され、グランプリ6つ含む60冠を獲得している。
- 監督作での女優と子役の演技指導で高い評価を得ており、演技コーチ（演技術講師）として定評がある。
- キャリア初期から児童向け実写映画の重要性を説いている。商業長編デビュー作『はじめての家出』も児童向け実写映画で、児童向け実写短編映画やEテレにおいても教育系番組を制作し、戯曲でも児童向け作品を手がけている。戯曲『音たまじゃくし♪』 は日本演劇教育連盟の2019年子どもが上演する劇 10選に選ばれ、『超能力がほしい』はカナダの映画祭で最優秀児童映画賞を受賞している。
- 2020年11月28日より2週間、池袋シネマ・ロサにて特集上映［四角い卵］が開催。2022年10月22・23日に大阪シアターセブンにて特集上映。（特集上映は合計4回開催）
- 2021年、【OP PICTURES 新人監督発掘プロジェクト2020】にて優秀賞（グランプリ）を受賞し、長編映画を制作中。
- 2023年1月4-12日『超能力がほしい』含むオムニバス映画『ボクらの映画』が下北沢K2にて公開。
- 2023年1月6日『菱沼康介短編集』DVDが発売（配信も）。

## 受賞歴
『つづく』（1祭にて2冠）
- ぴあフィルムフェスティバル2002 グランプリ / 観客（名古屋）賞

『いたこの休日』－ZONEより－（1祭）
- さっぽろ映画祭招待上映

『はじめての家出』（5祭1選にて1冠）
- 第1回 TAMAシネマフォーラム映画賞 最優秀新進女優賞（金澤美穂）
- 読売新聞 小中学生のための映画鑑賞作品 選出
- サッポロ映画祭 招待上映
- さぬき映画祭 招待上映
- 高崎映画祭 招待上映
- はままつ映画祭 招待上映

『一生で一番長い九分』（5祭にて1冠）
- ムービンピック2018 銅賞
- 第5回 立川名画座通り映画祭 入選
- Jesus Cinéma Festival 2019 入選
- 第12回 よなご映像フェスティバル 入選
- 星空と交差する森の映画祭2020 選出

『かく恋慕』（64祭19選にて46冠）

国内15

　　・第72回 東京月イチ映画祭 グランプリ
　　・はままつ映画祭 2019 スタッフ賞（準グランプリ）
　　・中之島映画祭2019 優秀賞
　　・第73回 東京月イチ映画祭 招待上映
　　・第6回 東京月イチ映画祭グランプリ大会2019 選出
　　・門真国際映画祭2019 優秀作品賞 / 助演女優賞ノミネート（芋生悠）
　　・第3回 ええじゃないか とよはし映画祭 入選
　　・日本芸術センター第11回 映像グランプリ 選出
　　・第19回TAMA NEW WAVE ある視点部門 選出
　　・三鷹連雀映画祭2019秋 選出
　　・ムービンピック2019 招待上映
　　・第11回 ラブストーリー映画祭 特別賞
　　・おおぶ映画祭2021 オフィシャルセレクション（映画の可能性部門）
　　・おおぶ映画祭2022プレイベント 選出
　　・ライジングサン・シネマ・フェスティバル（東京）ファイナリスト（ロマティック･シネマ部門）
　　
海外68
- ベスト・ショーツ・コンペティション（アメリカ、CA）【Award Of September2020】 Award Of Merit
- シドニーSF映画祭（オーストラリア） Feature Filmsノミネート / 最優秀監督賞ノミネート / 最優秀女優賞ノミネート（手島実優） / 最優秀俳優賞ノミネート（札内幸太）
- マドラス・インディペンデント映画祭（インド）【Award Of September2020】 最優秀作品賞 / 最優秀主演女優賞（手島実優） / 最優秀助演女優賞（芋生悠）
- アサルド・映画祭（イタリア） 【Award Of September2020】最優秀監督賞
- IndieFEST・フィルム・アワード（アメリカ、カリフォルニア） 【Award Of November2020】Award Of Merit
- パリ・イン・ラブ映画祭（フランス） 最優秀国際短編映画賞/最優秀脚本賞
- トロント・フィルム・チャンネル・アワード（カナダ） OfficialSelection（短編部門）
- マドリード・インディ映画祭（スペイン） 【Award Of December2020】 OfficialSelection（中編部門）
- ブカレストFilm Awards（ルーマニア） OfficialSelection（中編部門）
- マドラス・インディペンデント映画祭（インド） AWARD WINNER（年間賞）
- ニース国際映画祭（フランス）OfficialSelection（外国語映画短編部門） 作品賞ノミネート（短編外国語映画） / 監督賞ノミネート（短編外国語映画） / 脚本賞ノミネート（短編外国語映画）/ 助演女優賞ノミネート（短編外国語映画）（芋生悠） / 作曲賞ノミネート（五阿弥ルナ・有田易弘） / 衣装賞ノミネート（菱沼康介）
- アサルド映画祭（イタリア） 年間賞 セミファイナリスト
- 第17回リールハート国際映画＆脚本フェスティバル（カナダ） 最優秀短編映画賞 準グランプリ / 最優秀アンサンブルキャスト賞（手島実優、札内幸太、芋生悠） / 最優秀国際映画賞ノミネート
- バンクーバー・インディペンデント・映画祭（カナダ） ファイナリスト（最優秀国際劇映画短編部門）
- ニューヨーク・インディペンデント・シネマアワード（アメリカ、NY）【7thディメンジョン】 OfficialSelection（国際短編映画部門）
- ベルリン国際芸術映画祭（ドイツ）【4thディメンジョン】 最優秀脚本賞（最優秀国際インディ短編映画部門）
- 香港インディ映画祭（中国・香港） セミファイナリスト（短編部門）
- ドゥク国際映画祭（ブータン）【July SELECTION】OUTSTANDING ACHIEVEMENT AWARD〈卓越した業績賞〉（長編劇映画部門）
- モンツァ映画祭（イタリア） Honorable Mention
- カンヌ・インディーズ映画祭（フランス）【4thディメンジョン】OfficialSelection（短編劇映画部門）
- ドバイ・インディペンデント映画祭（アラブ首長国連邦）ファイナリスト（アジアンショート部門）
- アクティング・アワード（アメリカ・LA） ファイナリスト（短編映画アンサンブル演技部門）
- アポリア国際ヴィレッジ映画祭（韓国）OfficialSelection（短編部門）
- ハリウッド国際ゴールデンエイジ・フェスティバル（アメリカ、NY）セミファイナリスト（短編劇映画部門）
- ブルノ映画祭（チェコ共和国）入選（長編劇映画部門）
- フィルミーシー国際映画祭（インド） 最優秀監督賞第二席（長編劇映画部門）
- ベスト・インディーフィルム・アワード（イギリス・ロンドン） 最優秀インディフィルム賞（亜細亜と全豪部門）
- ジャルダンルージュ映画祭（オランダ、アムステルダム）OfficialSelection
- マラッカ国際映画祭（マレーシア）（短編部門）最優秀撮影賞（湯越慶太）/ 最優秀女優賞（アリカ＝手島実優）/最優秀コンセプト賞（菱沼康介）
- ロッテルダム・インディペンデント映画祭（オランダ）セミファイナリスト（短編部門）
- スノーレオパルド国際映画祭（スペイン）【第2シーズン】最優秀長編作品賞 / 最優秀撮影賞（湯越慶太） / 最優秀女優賞（手島実優） / 最優秀俳優賞（札内幸太） / 最優秀カラー編集賞ノミネート / 最優秀美術賞ノミネート / 最優秀ドラマ賞ノミネート
- セントキルダ映画祭（オーストラリア） 招待上映
- ゴールデンルーマー映画祭（ポルトガル）【April2022】最優秀長編映画賞 / 最優秀監督賞 / 最優秀作曲家賞（五阿弥ルナ/有田易弘） / 最優秀助演女優賞（芋生悠）
- ロサンジェルス・ジャパン・フィルムフェスティバル＜jffla2022＞（アメリカ、LA）選出
- ダブリン世界映画祭（カナダ）セミファイナリスト
- ストックホルム・ゴールド・フィルム・アワード（スウェーデン）【シーズンコンペ】OfficialSelection
- ポーリッシュ国際映画祭（ポーランド）OfficialSelection（国際短編映画部門）
- バンクーバー・ムービーアワード（カナダ）セミファイナリスト（短編部門）
- アポリア国際ヴィレッジ映画祭（韓国） イベントにて招待上映 / トキ（タルギ）賞
- スノーレオパルド国際映画祭（スペイン）【年間賞】ベスト36
- ティエテ国際映画賞（T.I.F.A.）（ブラジル）【第5期】OfficialSelection / 最優秀脚本賞[銀ティラピア賞]（短編劇映画部門） / 最優秀主演女優賞（手島実優）ノミネート
- ゴールデンルーマー映画祭（ポルトガル）【年間賞】ノミネート
- ティエテ国際映画賞（T.I.F.A.）（ブラジル）【年間賞】最優秀脚本賞［金のカピバラ賞］（短編劇映画部門）
- バタフライ国際映画祭（フランス）　選出 / 長編映画賞（ローバージェット部門） / 最優秀監督賞ノミネート
- カッコー国際映画賞（インド）　ベスト国際短編劇映画
- ヘラクレス・インディペンデント映画祭（スペイン）　最優秀長編映画賞
- ジュネーブ賞（スイス）　選出
- マデリン国際映画祭（コロンビア） 最優秀国際長編劇映画賞
- フィルム・ランゲージ（映画言語）国際映画祭（フランス）　最優秀インディーズ長編劇映画賞
- ユア・ウェイ国際映画祭（マルタ）　オフィシャルセレクション
- リベル・フィルムズ・国際フェスティバル（ギリシャ）　最優秀長編映画部門ノミネート
- ライオン国際映画祭（イタリア）　オフィシャルセレクション
- ニューウェイヴ国際映画祭（ベルリン） 最優秀長編作品賞
- バンクーバー･インディペンデント国際映画祭（カナダ） 　オフィシャルセレクション
- ベトナム･インディ映画祭（ベトナム）　最優秀長編国際映画賞
- Reel Harmony Film and Script Festival（ロンドン）佳作（長編劇映画部門）
- オデッセイ スクリプト＆フィルム・フェスティバル（ポルトガル）　8-11月期オフィシャルセレクション
- 2 11 17国際映画祭（インド）　実験映画賞
- STAR国際映画祭（イタリア）　オフィシャルセレクション
- TOPSHOT国際映画祭（ポーランド）　オフィシャルセレクション
- アナトリア国際映画祭（トルコ）　ファイナリスト（BEST CINEMATIC WORLD BUILDING部門）
- Hollywood Best Indie Film Awards （アメリカ）　最優秀インディ長編作品（ローバジェット部門）優秀賞
- ロンドン・シネマティック・ホライゾンズ（イギリス）　オフィシャルセレクション
- パルマ映画祭（スペイン）　オフィシャルセレクション
- ビヨンド･ザ・スクリーン映画祭（ベルギー）　優秀賞
- シネマ・カーニバル（イタリア）　優秀賞（実験映画部門）
- アルペン・フレイム映画祭（スイス）　オフィシャルセレクション（長編劇映画部門）
- ヌードル・プードル映画祭（フランス）　オフィシャルセレクション（最優秀長編劇映画部門）
- シンボティック映画祭（ポーランド）　オフィシャルセレクション（最優秀長編劇映画部門）

『希望の旗』（2祭にて1冠）
- 第79回 TOKYO月イチ映画祭 選出
- F@nTVショートムービーグランプリ 第3位

『やっと言えました』（4祭にて2冠）
- F@nTVショートムービーグランプリ 選出
- 第6回 立川名画座通り映画祭 入選
- 第5回 妙善寺映画祭 最優秀的場徳雅（主催者）賞
- 第2回 恵那峡映画祭 敢闘賞

『されど吉祥とする』（3祭にて1冠）
- ムービンピック2020 入選
- 門真国際映画祭2021 優秀作品賞
- ムービンピック2023 選出

『した ためる』（2祭にて1冠）
- つくばショートムービーコンペティション2021【自由部門】 佳作
- 第8回 立川名画座通り映画祭 入選

『氣配』（1祭）
- 第一回 短編ホラー怪奇幻想映画祭 選出

『みえない幸せ』（1祭）
- 第一回 短編ホラー怪奇幻想映画祭 選出

『ありふれたアフレイド』（1祭）
- 第一回 短編ホラー怪奇幻想映画祭 選出

『烏は鳴いているか？』（1祭）
- P-LABO映画祭 選出

『超能力がほしい』（5祭2冠）
- TOKYO青春映画祭2022 選出
- 第2回難病克服支援MBT映画祭 佳作
- ReelHeART International Film and Screenplay Festival（ｶﾅﾀﾞ）　最優秀児童映画賞
- ロサンジェルス・ジャパン・フィルムフェスティバル＜jffla2024＞（アメリカ、LA）選出
- トロント・インターナショナル・ノリーウッド映画祭（ｶﾅﾀﾞ）　最優秀児童映画部門ノミネート

戯曲『音たまじゃくし♪』（1選）
- 日本演劇教育連盟の2019年子どもが上演する劇 10選

企画『お仕舞い』（1選）
- 鶴川ショートムービーコンテスト2020（企画部門） 選出

菱沼企画（1選にて1冠）
- 【OP PICTURES 新人監督発掘プロジェクト2020】 優秀賞（グランプリ）

## 主な作品

### 短編・中編映画
- 『脳イズ』＜短編＞（監督/脚本・1994年）
- 『したたかツバメは南下中』＜短編＞（監督・1996年）（脚本:中村公彦）
- 『割れない皿』＜短編＞（監督/脚本・1998年）
- 『つづく』＜中編＞（監督/脚本/撮影/録音/美術/制作/編集/プロデューサー・2001年）
- 『ビデオレター』＜短編＞（監督/脚本/撮影/編集/プロデューサー・2002年）
- 『いたこの休日』－ZONEより－　＜短編＞（監督/脚本/編集・2004年）（プロデューサー：三村渉）
- 『我、鍋に閉じ蓋』＜中編＞（監督/脚本/撮影/編集・2005年）（プロデュース：空集合）
- 『烏は鳴いているか？』＜短編＞（監督/脚本/編集/プロデューサー・2007年）（※オムニバス映画『フィルム・メモワール』の一本）
- 『「非女子図鑑」混浴heaven』＜短編＞（助監督・2008年）
- 『「遠距離デート」』＜短編＞（監督/脚本/編集・2009年）
- 『氣配』＜短編＞（監督/脚本/編集/プロデューサー・2010年）
- 『ありふれたアフレイド』＜短編＞（監督/脚本/編集/プロデューサー・2010年）
- 『みえない幸せ』＜短編＞（監督/脚本/編集/プロデューサー・2010年）
- 『一生で一番長い九分』＜短編＞（監督/脚本/編集/プロデューサー・2018年）
- 『かく恋慕』＜中編＞（監督/脚本/編集/衣装/美術/プロデューサー・2019年）（協力：TOKYO CINEMA UNION）
- 『希望の旗』＜短編＞（監督/脚本/編集/プロデューサー・2019年）（プロデュース：MATERIAL ART）
- 『した ためる』＜短編＞（監督/脚本/編集/美術/プロデューサー・2020年）（タイトルデザイン：温）
- 『されど吉祥とする』完全版 ＜短編＞（監督/脚本/編集/プロデューサー・2020年）
- 『やっと、言えました。』＜短編＞（監督/脚本/編集/プロデューサー・2021年）＜※『やっと言えました』（2019）の改訂版＞
- 『鏡ヨ鏡』＜短編＞（監督/脚本/編集・2021年）（プロデュース：ACT芸能進学校）
- 『超能力がほしい』＜短編＞（監督/脚本/編集・2022年）（プロデュース：ACT芸能進学校）
- 『私は女優』＜短編/TikTok用縦型＞（監督/脚本/共同編集・2023年）（プロデュース・ERI）
- 『尻に敷く』＜短編/TikTok用縦型＞（監督/脚本・2023年）（プロデュース：ERI）
- 『風邪をひく』＜短編/TikTok用縦型＞（監督/脚本・2023年）（プロデュース：ERI）
- 『フレームイン』＜短編＞（監督/脚本/編集・2024年）（プロデュース：空集合）

### 長編映画
- 『おわり』（監督/脚本/編集/プロデューサー・2002年）
- 『キル・鬼ごっこ』（プロデューサー・2003年）
- 『最期のチャンス』（監督/脚本/編集・2006年）
- 『死づえ 〜呪縛病棟〜』（プロデューサー・2006年）
- 『はじめての家出』（監督/脚本/編集・2009年）
- 『くノ一忍法帖 影ノ月』（監督/共同脚本・2011年）（原作:山田風太郎）
- 『ライフ・イズ・デッド』（監督/脚本/編集・2012年）（原作:古泉智浩）
- 『フジミ姫 〜あるゾンビ少女の災難〜』（監督/脚色/編集・2013年）（原作:池端亮）
- 『誘拐少女』（監督/脚本/編集/プロデューサー・2014年）
- 『眼 〜まなこ〜』（監督/脚本/編集/プロデューサー・2014年）
- 『恐喝少女』（監督/脚本/編集・2015年）
- 『強盗少女 ROBBERY GIRL』（監督/脚本/編集・2016年）

### 連続シリーズ（テレビ番組）
- 『大人のジョーシキ大学』（メイン演出・2009年）
- 『光の偉人、陰の偉人』（企画）
- 『夏木マリの、それはパニックの後で』（サブ演出/構成台本/ショートコント台本/映画監修・2015年）
- 『手レビジョン』（演出/脚本・2015年）
- 『100万円の女たち』（企画・2016年）
- 『親愛なる僕に殺意をこめて』（企画・2021年）

### 演劇作品
- 『お別れの日』（演出・2007年）（脚本：吉川菜美）
- 『駅〜オーバー・ザ・ヘヴン』（演出・2008年）（脚本：真木）
- 『０点、もしくは満天の星』（演出/脚本・2009年）
- 『ラッキー・どストライク』（脚本・2012年）
- 『イアーズ みみみの耳の道』（脚本・2012年）
- 『笑う角（つの）にはナニ来たる？』（脚本・2013年）
- 『足りない足』（脚本・2013年）
- 『ラッキー77』（脚本・2013年）
- 『姫スクリーム』（演出/脚本・2013年）
- 『That's衝突』（演出/脚本・2013年）
- 『ジ・エンド おしまい』（演出/脚本・2013年）
- 『負ん部に抱っ娘』（脚本・2014年）
- 『音（おん）たまじゃくし♪』（脚本・2014年）
- 『ピンチでピント！』（脚本・2014年）
- 『ゴローを待ちながら』（脚本・2014年）
- 『卯月、嘘つき、運のつき』（脚本・2015年）
- 『ハローハロウィン・バイバイルーズ』（脚本・2015年）
- 『クリカエシマス「メリークリスマス」』（脚本・2015年）
- 『秘めごとバレンタイン』（脚本・2016年）
- 『甘い薬』（演出/脚本・2016年）
- 『いききれない二人』（演出/脚本・2016年）
- 『レイも過ぎたら』（演出/脚本・2016年）
- 『ブラック・バイト／ホワイト・クリスマス』（脚本・2016年）
- 『ファンキィ・ヤンキー・オブ・ザ・バッド』（脚本・2017年）
- 『ままマネキン』（脚本・2017年）
- 『語りつむり』（脚本・2017年）
- 『ビートたけし ほぼ単独ライブ』（映像と画像担当・2016年、2018年、2019年）
- 『俺たちにアースはない』（脚本・2022年）
- 『いききれない2人』（女性版） （脚本・2022年）
- シン朗読ライブ『読みせ聞かせ』（演出他色々・2023年）
- 『わたしのはなし』（作・2023年）
- 『あなたと今日も』（作・2023年）
- 『漱石の飼い猫』（作・2023年）※2024年に改訂し再上演

### 俳優での出演
- 『みすゞ』（ラジオアナウンサー役・2001年）
- 『北条時宗（大河ドラマ）』（蒙古兵突撃隊長役・2001年）
- 『死づえ 〜呪縛病棟〜』（患者役・2006年）
- 『シェイキングTOKYO』（黄ヘルメットの男役・2008年）
- 『インテリア・デザイン』（通行人役・2008年）
- 『ナイト・トーキョー・デイ』（ビジネスマン役・2009年）
- 『夏木マリの、それはパニックの後で』（配達員役・2015年）
- 『強盗少女 ROBBERY GIRL』（男優役・2016年）
- 『希望の旗』（演出家役・2019年）
- 『読みせ聞かせ』（本人・2023年）
- 『歌こそすべて』（助監督役・2024年）

### 小説
- 『幸せの渓谷』＜短編＞（『1分で泣ける素敵な話 心ゆさぶる感動ストーリー18』収録）
- 『空のチューブ』＜短編＞（『1分で泣ける素敵な話 心ゆさぶる感動ストーリー18』収録）
- 『天使の輪っか』＜短編＞（『1分で泣ける素敵な話 心ゆさぶる感動ストーリー18』収録）

### 海外版映画
- 『Lady Ninja: Reflections Of Darkness』（『くノ一忍法帖 影ノ月』）
- 『BLACKMAIL GIRL』（『恐喝少女』）
- 『ROBBERY GIRL』（『強盗少女』）
- 『Hide&Sniff』（『かく恋慕』）